# Laloran Justisa
Laloran Justisa (englisch Waves of Justice, deutsch Wellen der Gerechtigkeit) ist eine osttimoresische Fernsehserie.

## Hintergrund
Die Serie hatte 20 Folgen und wurde ab dem 29. August 2017 auf Rádio e Televisão de Timor-Leste (RTTL) ausgestrahlt. Zuvor wurde die Serie im Dili Cineplex am 18. August vorgestellt. Die Europäische Union finanzierte die Produktion der Serie, die auf der Amtssprache Tetum ausgestrahlt wurde. Das Drehbuch wurde in Zusammenarbeit mit der Nichtregierungsorganisation Asia Justice and Rights (AJAR) und der Provedoria dos Direitos Humanos e Justiça (PDHJ), dem osttimoresischen Ombudsrat für Menschenrechte und Recht entwickelt und geschrieben. Die Produktion übernahm Dili Film Works.

## Inhalt
Unterschiedliche Themen wurden aufgegriffen, wie Verbrechen, Familie, Fußball, Musik und Liebesgeschichten. Kombiniert wurden diese mit der Darstellung wichtiger Menschenrechte und Themen zur Demokratie. Laloran Justisa sollte dem osttimoresischen Zuschauer helfen, seine Rechte und Pflichten im demokratischen Prozess im Land kennenzulernen. Das betraf zum Beispiel Themen, wie die Rechte eines Beschuldigten nach der Verhaftung, Korruption und Nepotismus, das Recht auf eine saubere Umwelt, die Redefreiheit, häusliche Gewalt, sexueller Missbrauch oder die Bürgerrechte bei Wahlen. Zentrale Figur ist Rosa da Costa, eine junge Anwältin, die die Menschenrechte ihrer Klienten verteidigt.

## Die Autoren
Patrick Burgess ist Rechtsanwalt, Menschenrechtsaktivist, Surfer und TV-Produzent. Er ist Präsident und Mitbegründer der AJAR und war Direktor für Menschenrechte bei den UNTAET und UNMISET in Osttimor. Später wurde er hier juristischer Chefberater der Empfangs-, Wahrheits- und Versöhnungskommission von Osttimor (CAVR), die sich mit der Aufbereitung der Menschenrechtsverletzungen in Osttimor zwischen 1975 und 1999 beschäftigte. Burgess war ein ehemaliges hochrangiges Mitglied des Refugee Review Tribunal of Australia und leitete humanitäre Einsätze für CARE Australia in Ruanda 1994, in der Demokratischen Republik Kongo und in Aceh nach dem Tsunami 2004. Phillip Gwynne ist Drehbuchautor und Autor von Romanen und Bilderbüchern. Vor Laloran Justisa verfassten die beiden auch die ähnliche myanmarische Seifenoper The Sun, the Moon and the Truth.